# Bella Venezia (sång)
Bella Venezia skrevs av Hasse Ekman (musik/text), och är en sång som spelades in av Sickan Carlsson och utkom på skiva 1956. Den är med i filmen Sjunde himlen. Sången finns även med på samlingsskivorna Svensk filmindustri filmmusik: originalmusik från 24 SF-filmer (1969) och Sickan Carlsson Glittrande Glad (1994). 

### Fotnoter
1. ↑  ”Bella Venezia”. Svensk mediedatabas. 28 februari 1940. https://smdb.kb.se/catalog/search?q=bella+venezia&x=0&y=0. Läst 23 november 2014.